# Portici
Portici är en stad och kommun i storstadsregionen Neapel, innan 2015 provinsen Neapel, i regionen Kampanien i Italien vid Neapelbukten vid foten av Vesuvius. Kommunen hade 54 577 invånare (2017).
Portici täcker liksom Resina det romerska Herculaneum och har rester av gamla befästningar och ett kungligt slott från 1700-talet. Här finns en lantbrukshögskola och havsbad. Staden var tidigare känd för sitt fiske och sin sidenindustri.